# Ragazzo mio/No, non è vero
Ragazzo mio/No, non è vero è un 45 giri del cantautore italiano Luigi Tenco, pubblicato il 27 aprile 1964.
Entrambi i brani furono inclusi l'anno successivo nell'album Luigi Tenco. Il disco partecipò al Grande Concorso Jolly Estate 1964.

## Tracce
Testi e musiche di Tenco.
Lato A
1. Ragazzo mio

Lato B
1. No, non è vero

## Formazione
- Luigi Tenco - voce
- Giampiero Boneschi e la sua orchestra - orchestra